# Landershausen
Landershausen ist ein Ortsteil der Gemeinde Schenklengsfeld im osthessischen Landkreis Hersfeld-Rotenburg. Der Ort liegt etwa 2,8 Kilometer südwestlich des Hauptortes Schenklengsfeld an den nordwestlichen Hängen des Ringberges (451 m ü. NN), im nördlichen Bereich der Rhön. In Ortsnähe entspringt der Ringbach, der in Schenklengsfeld in die Solz mündet.

## Geschichte

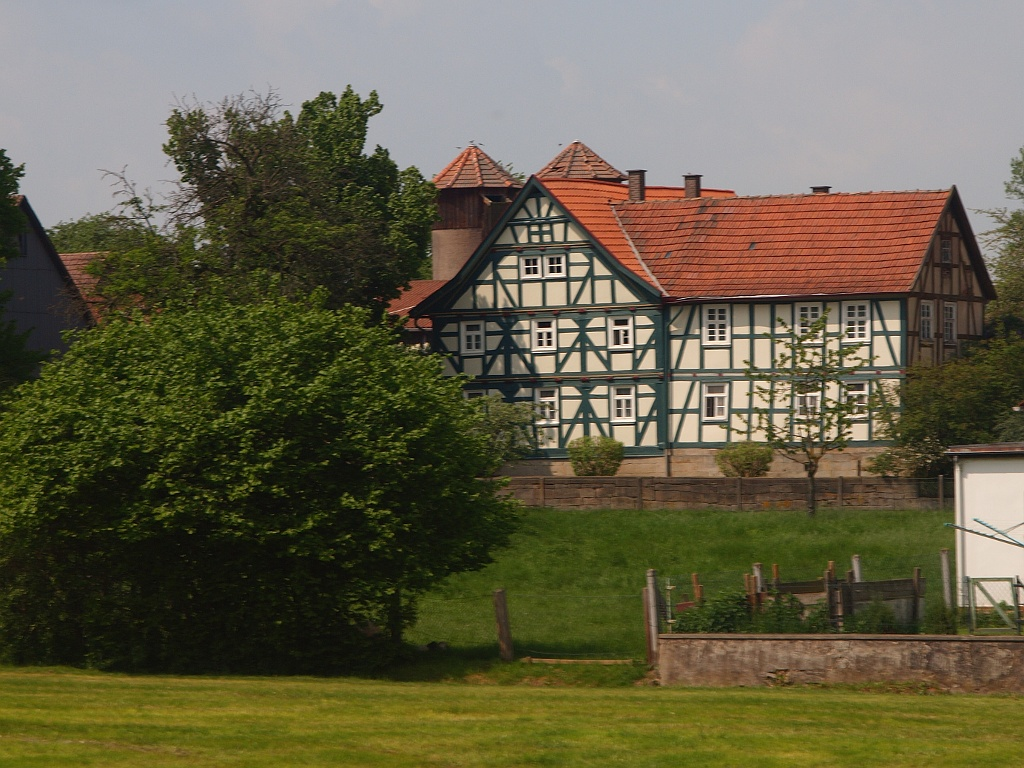
Bauernhof an der Hauptdurchgangsstraße

### Ortsgeschichte
Die älteste bekannte schriftliche Erwähnung von Landershausen erfolgte unter dem Namen Lentershusen in einem Zinsverzeichnis des Reichsklosters Hersfeld und wird in die Zeit 1343–1364 datiert. Die Schreibweise des Ortsnamens änderte sich weiter von Lanttirshausen Ende des 14. Jahrhunderts und Lendershausen im Jahr 1634. Das Dorf gehörte während dieser Zeit zum Landecker Amt.
Zum 31. Dezember 1971 wurde die bis dahin selbständige Gemeinde Landershausen im Zuge der Gebietsreform in Hessen auf freiwilliger Basis in die Gemeinde Schenklengsfeld eingemeindet.
Für Landershausen wurde, wie für alle bei der Gebietsreform eingegliederten Gemeinden sowie für die Kerngemeinde mit Lampertsfeld, ein Ortsbezirk mit Ortsbeirat und Ortsvorsteher nach der Hessischen Gemeindeordnung gebildet.

### Verwaltungsgeschichte im Überblick
Die folgende Liste zeigt die Staaten und Verwaltungseinheiten, denen Landershausen angehört(e):
- vor 1648: Heiliges Römisches Reich, Fürstentum Hersfeld, Amt Landeck
- 1648–1806: Heiliges Römisches Reich, Landgrafschaft Hessen-Kassel, Fürstentum Hersfeld, Amt Landeck
- 1807–1813: Königreich Westphalen, Departement der Werra, Distrikt Hersfeld, Kanton Landeck
- ab 1815: Kurfürstentum Hessen, Fürstentum Hersfeld, Amt Landeck[8]
- ab 1821/22: Kurfürstentum Hessen, Provinz Fulda, Kreis Hersfeld[9][Anm. 2]
- ab 1848: Kurfürstentum Hessen, Bezirk Hersfeld
- ab 1851: Kurfürstentum Hessen, Provinz Fulda, Kreis Hersfeld
- ab 1867: Königreich Preußen, Provinz Hessen-Nassau, Regierungsbezirk Kassel, Kreis Hersfeld
- ab 1871: Deutsches Reich, Königreich Preußen, Provinz Hessen-Nassau, Regierungsbezirk Kassel, Kreis Hersfeld
- ab 1918: Deutsches Reich, Freistaat Preußen, Provinz Hessen-Nassau, Regierungsbezirk Kassel, Kreis Hersfeld
- ab 1944: Deutsches Reich, Freistaat Preußen, Provinz Kurhessen, Landkreis Hersfeld
- ab 1945: Amerikanische Besatzungszone, Groß-Hessen, Regierungsbezirk Kassel, Landkreis Hersfeld
- ab 1946: Amerikanische Besatzungszone, Land Hessen, Regierungsbezirk Kassel, Landkreis Hersfeld
- ab 1949: Bundesrepublik Deutschland, Land Hessen, Regierungsbezirk Kassel, Landkreis Hersfeld
- ab 1972: Bundesrepublik Deutschland, Land Hessen, Regierungsbezirk Kassel, Landkreis Hersfeld-Rotenburg, Gemeinde Schenklengsfeld[Anm. 3]

## Bevölkerung

### Einwohnerstruktur 2011
Nach den Erhebungen des Zensus 2011 lebten am Stichtag, dem 9. Mai 2011, in Landershausen 213 Einwohner. Darunter waren 3 (1,4 %) Ausländer.
Nach dem Lebensalter waren 36 Einwohner unter 18 Jahren, 81 zwischen 18 und 49, 48 zwischen 50 und 64 und 48 Einwohner waren älter. Die Einwohner lebten in 78 Haushalten. Davon waren 15 Singlehaushalte, 18 Paare ohne Kinder und 39 Paare mit Kindern, sowie 6 Alleinerziehende und keine Wohngemeinschaften. In 18 Haushalten lebten ausschließlich Senioren und in 48 Haushaltungen lebten keine Senioren.

### Einwohnerentwicklung
| Landershausen: Einwohnerzahlen von 1834 bis 2019 | Landershausen: Einwohnerzahlen von 1834 bis 2019 | Landershausen: Einwohnerzahlen von 1834 bis 2019 | Landershausen: Einwohnerzahlen von 1834 bis 2019 | Landershausen: Einwohnerzahlen von 1834 bis 2019 |
| --- | ------------------------------------------------ | ------------------------------------------------ | ------------------------------------------------ | ------------------------------------------------ |
| Jahr |                                                  |                                                  |                                                  | Einwohner                                        |
| 1834 | 1834                                             |                                                  | 126                                              | 126                                              |
| 1840 | 1840                                             |                                                  | 134                                              | 134                                              |
| 1846 | 1846                                             |                                                  | 129                                              | 129                                              |
| 1852 | 1852                                             |                                                  | 157                                              | 157                                              |
| 1858 | 1858                                             |                                                  | 139                                              | 139                                              |
| 1864 | 1864                                             |                                                  | 152                                              | 152                                              |
| 1871 | 1871                                             |                                                  | 147                                              | 147                                              |
| 1875 | 1875                                             |                                                  | 146                                              | 146                                              |
| 1885 | 1885                                             |                                                  | 123                                              | 123                                              |
| 1895 | 1895                                             |                                                  | 138                                              | 138                                              |
| 1905 | 1905                                             |                                                  | 136                                              | 136                                              |
| 1910 | 1910                                             |                                                  | 148                                              | 148                                              |
| 1925 | 1925                                             |                                                  | 150                                              | 150                                              |
| 1939 | 1939                                             |                                                  | 164                                              | 164                                              |
| 1946 | 1946                                             |                                                  | 281                                              | 281                                              |
| 1950 | 1950                                             |                                                  | 268                                              | 268                                              |
| 1956 | 1956                                             |                                                  | 238                                              | 238                                              |
| 1961 | 1961                                             |                                                  | 223                                              | 223                                              |
| 1967 | 1967                                             |                                                  | 226                                              | 226                                              |
| 1970 | 1970                                             |                                                  | 234                                              | 234                                              |
| 1980 | 1980                                             |                                                  | ?                                                | ?                                                |
| 1990 | 1990                                             |                                                  | ?                                                | ?                                                |
| 2000 | 2000                                             |                                                  | ?                                                | ?                                                |
| 2011 | 2011                                             |                                                  | 213                                              | 213                                              |
| 2019 | 2019                                             |                                                  | 201                                              | 201                                              |
| Datenquelle: Historisches Gemeindeverzeichnis für Hessen: Die Bevölkerung der Gemeinden 1834 bis 1967. Wiesbaden: Hessisches Statistisches Landesamt, 1968. Weitere Quellen: LAGIS; Gemeinde Schenklengsfeld; Zensus 2011 |                                                  |                                                  |                                                  |                                                  |

### Historische Religionszugehörigkeit
| • 1885: | 122 evangelische (= 99,19 %), ein katholischer (= 0,81 %), 100 jüdische (= 27,62 %) Einwohner |
| • 1961: | 178 evangelische (= 79,82 %), 38 katholische (= 17,04 %) Einwohner                            |

## Politik
Für den Ortsteil Landershausen besteht ein Ortsbezirk (Gebiete der ehemaligen Gemeinde Landershausen) mit Ortsbeirat und Ortsvorsteher nach der Hessischen Gemeindeordnung. Der Ortsbeirat besteht aus fünf Mitgliedern. Bei Kommunalwahlen in Hessen 2021 lag die Wahlbeteiligung zum Ortsbeirat bei 80,59 %. Alle Kandidaten gehören der „Gemeinschaftsliste“ an. Der Ortsbeirat wählte Melanie Schade zur Ortsvorsteherin.

## Verkehr
Die Hauptdurchgangsstraße ist die Kreisstraße 18, die den Ort mit Konrode und der Kerngemeinde und in Gegenrichtung mit Erdmannrode verbindet. Die nächsten überregionalen Straßen sind in etwa jeweils acht Kilometer Entfernung, die Bundesstraße 27 und die Bundesstraße 62.
Der öffentliche Personennahverkehr erfolgt durch die NVV mit der Linie 345 und dem Anrufsammeltaxi.

## Infrastruktur
Im Ort gibt es ein Dorfgemeinschaftshaus.
Für die unter Denkmalschutz stehenden Kulturdenkmale des Ortes siehe die Liste der Kulturdenkmäler in Landershausen.